# Вовк Василь Григорович
Васи́ль Григо́рович Вовк (6 січня 1948, с. Кути Маньківського району Черкаської області — 18 березня 2001, м. Бучач Тернопільської області) — український та радянський господарник, громадський діяч. Медаль «За трудову відзнаку» (1977).

## Життєпис
Закінчив Уманський сільськогосподарський інститут (1975).
У 1975—1983 — головний агроном, голова колгоспу «Золотий колос» у селі Передмісті Бучацького району.
Від 1983 — секретар, від 1985 — 2-й секретар Бучацького РК КПУ. Від 1987 — голова Бучацького райвиконкому, від 1990 — 1-й секретар Бучацького РК КПУ, від 1995 — голова Бучацької РДА.
Від 1997 до квітня 1988 — начальник управління сільського господарства та продовольства Тернопільської ОДА.
Від квітня 1998 до вересня 1999 — голова Тернопільської ОДА.
Помер 18 березня 2001 року в м. Бучачі, похований на цвинтарі біля церкви святого Михаїла (Нагірянка (Бучач)).

## Джерело
- Дем'янова І. Вовк Василь Григорович // Тернопільський енциклопедичний словник : у 4 т. / редкол.: Г. Яворський та ін. — Тернопіль : Видавничо-поліграфічний комбінат «Збруч», 2004. — Т. 1 : А — Й. — С. 290. — ISBN 966-528-197-6.